# Gricha Brouskine
Gricha Brouskine (Moscou, 1945) est un artiste contemporain d'origine russe.

## Biographie
Gricha Brouskine naît le 21 octobre 1945 à Moscou. Il vit et travaille depuis 1988 à New York. Il fait partie du mouvement sots art né dans les années 1970 en Russie. Il réalise des peintures, des sculptures et aussi des objets proches des arts décoratifs(comme des assiettes, des sculptures en porcelaine…).
En 1988, Sotheby's organise une vente aux enchères où ses œuvres atteignent des prix records.[réf. nécessaire]

## Expositions
- 2007-2008 : Sots art, art politique en Russie de 1972 à nos jours, à la Maison Rouge, Paris

## Quelques œuvres
- Le Paradis perdu, 1990
- Maximes ABC, 1998
- L’Imparfait du temps passé, 2018 (Nouvelles Éditions Place)  (ISBN 9782376280255) dont la traduction en français par Christine Zeytounian-Beloüs remporte le Prix Russophonie 2019[1]
- Comme au cinéma, traduit du russe par Christine Zeytounian-Beloüs, Genève, Éditions La Baconnière, 2016